# Machtots
Pour l’article homonyme, voir Mesrop Machtots.
Machtots (en arménien Մաշտոց) est un Catholicos de l'Église apostolique arménienne de 898 au 13 octobre 899, date de sa mort.

## Biographie
Machtots apparaît dans l'histoire arménienne à la fin du IXe siècle, en plein renouveau bagratide : selon l'historien arménien du XIIIe siècle Stépanos Orbélian, cet ermite contemplatif établi sur une île du lac Sevan (actuellement une péninsule) aurait vu les douze figures des Apôtres au-dessus du lac Sevan lui indiquer l'emplacement où construire un monastère. À son initiative et selon sa vision, la princesse Mariam, fille d'Achot Bagratouni et épouse de Vasak V, prince de Siounie occidentale, fait bâtir sur cette île le monastère de Sevanavank en 874. Sa renommée s'étend par la suite, de telle sorte que le sparapet Abas Bagratouni, frère du roi Achot et oncle de son successeur Smbat Ier, qu'il conteste, tente d'opposer Machtots à l'un des soutiens du roi, le Catholicos Gevorg II ; ses efforts sont cependant vains, Machtots refusant de jouer ce rôle.
À la mort de Gevorg II en 898, Machtots est élu Catholicos ; il meurt cependant après avoir passé sept mois sur le siège catholicossal, le 13 octobre 899, et est enterré à Garni. Son disciple Hovhannès Draskhanakerttsi lui succède à la tête du catholicossat.